# Cronometri, clessidre, calendari e altri tentativi di trattenere il tempo
Cronometri, clessidre, calendari e altri tentativi di trattenere il tempo (en: The Terrible Truth About Time, 2002) è un libro di divulgazione scientifica per ragazzi dello scrittore britannico Nick Arnold. In Italia è stato pubblicato nel 2008 da Salani.
Appartiene alla serie Horrible Science (pubblicata in Italia col nome di Brutte scienze), una collana di grande successo internazionale, quasi completamente costituita da opere di Arnold, che tratta argomenti scientifici in modo umoristico facendo in particolare leva sul gusto dell'orrido e del bizzarro.
Cronometri, clessidre, calendari e altri tentativi di trattenere il tempo affronta un insieme di argomenti eterogenei relativi al tempo, spaziando dalla teoria della relatività agli strumenti di misurazione del tempo, dai viaggi nel tempo alla storia del calendario. Come per gli altri libri della serie, le illustrazioni sono di Tony De Saulles.
Il volume è considerato uno dei migliori della serie. Nel 2003 è stato fra i candidati alla vittoria del Premio Aventis della Royal Society.